# Кшивінь (гміна)
Гміна Кшивінь (пол. Gmina Krzywiń) — місько-сільська гміна у північно-західній Польщі. Належить до Косцянського повіту Великопольського воєводства.
Станом на 31 грудня 2011 у гміні проживало 10069 осіб.

## Територія
Згідно з даними за 2007 рік площа гміни становила 179.16 км², у тому числі:
- орні землі: 74.00%
- ліси: 16.00%

Таким чином, площа гміни становить 24.80% площі повіту.

## Населення
Станом на 31 грудня 2011:
| Опис     | Загалом | Загалом | Чоловіки | Чоловіки | Жінки | Жінки |
| -------- | ------- | ------- | -------- | -------- | ----- | ----- |
| одиниця  | осіб    | %       | осіб     | %        | осіб  | %     |
| все      | 10069   | 100     | 5018     | 49.84    | 5051  | 50.16 |
| міське   | 1643    | 100     | 783      | 47.66    | 860   | 52.34 |
| сільське | 8426    | 100     | 4235     | 50.26    | 4191  | 49.74 |

## Сусідні гміни
Гміна Кшивінь межує з такими гмінами: Ґостинь, Дольськ, Косцян, Кшеменево, Осечна, Сміґель, Сьрем, Чемпінь.